# Risky Business
Risky Busines (en català, negocis arriscats) és una pel·lícula estatunidenca del 1983, escrita i dirigida per Paul Brickman. Va ser protagonitzada per Tom Cruise, Rebecca De Mornay, Richard Masur, Bronson Pinchot i Joe Pantoliano.

## Argument
En Joel (Tom Cruise) és un adolescent els pares del qual se'n van un temps de viatge, deixant-lo a casa. Una nit, en Joel truca per telèfon a una prostituta i coneix així la Lana (Rebecca De Mornay). Comencen a veure's amb freqüència, fins que el proxeneta de la Lana, en Guido (Joe Pantoliano), entre en escena i amenaça en Joel si no deixa la noia. Tanmateix, en Joel i la Lana fan un negoci a casa dels pares d'ell, que consisteix a oferir a tots els companys d'en Joel els serveis de diverses noies que la Lana ha aconseguit. El proxeneta de la noia se'n venjarà just quan els pares d'en Joel estan a punt d'arribar.

## Curiositats
L'escena on Cruise balla en el menjador de casa escoltant la cançó "Old Time Rock and Roll" de Bob Seger ha estat referenciada en moltes sèries de televisió, pel·lícules i anuncis de publicitat.